# فرمول براهماگوپتا
در هندسه اقلیدسی، فرمول براهْماگوپتا دستوری برای یافتن مساحت هر چهار ضلعی محاطی با دانستن طول اضلاع یک چهارضلعی دلخواه است.

## فرمول
فرض کنیم مساحت چهارضلعی K باشد و طول اضلاع آن a, b, c, d باشد. در این صورت فرمول براهماگوپتا بدین قرار است:
{\displaystyle K={\sqrt {(s-a)(s-b)(s-c)(s-d)}}}
که در آن s برابر نصف محیط است:
{\displaystyle s={\frac {a+b+c+d}{2}}.}
این فرمول تعمیمی از فرمول هرون است. مثلث را می‌توان چهار ضلعی ای در نظر گرفت که طول یکی از اضلاع آن صفر است. از این منظر، با نزدیک کردن d به صفر، چهار ضلعی محاطی به یک مثلث محاطی تبدیل می‌شود (همه مثلث‌ها محاطی هستند)، و فرمول برهماگوپتا به فرمول هرون تبدیل می‌شود.
اگر نخواهیم از نصف محیط در فرمول براهماگوپتا استفاده کنیم فرمول بدین صورت خواهد بود:
{\displaystyle K={\frac {1}{4}}{\sqrt {(-a+b+c+d)(a-b+c+d)(a+b-c+d)(a+b+c-d)}}.}
هم‌ارز دیگر آن این است:
{\displaystyle K={\frac {\sqrt {(a^{2}+b^{2}+c^{2}+d^{2})^{2}+8abcd-2(a^{4}+b^{4}+c^{4}+d^{4})}}{4}}\cdot }

## اثبات

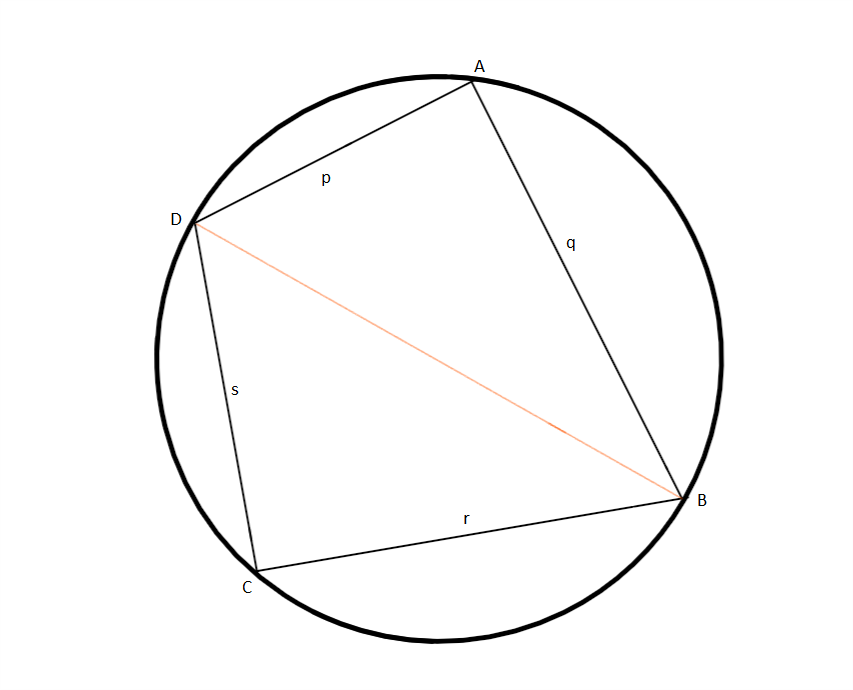
نمودار مرجع

### اثبات مثلثاتی
مساحت چهار ضلعی محاطی K برابر با حاصل جمع مساحت مثلث‌های △ADB و △BDC است:
{\displaystyle ={\frac {1}{2}}pq\sin A+{\frac {1}{2}}rs\sin C.}
اما از آنجایی که ABCD یک چهار ضلعی محاطی است پس، ∠DAB = ۱۸۰° − ∠DCB.
از این رو sin A = sin C
پس:
{\displaystyle K={\frac {1}{2}}pq\sin A+{\frac {1}{2}}rs\sin A}
{\displaystyle K^{2}={\frac {1}{4}}(pq+rs)^{2}\sin ^{2}A}
{\displaystyle 4K^{2}=(pq+rs)^{2}(1-\cos ^{2}A)}
برای پیدا کردن ضلع مشترک DB در △ADB و △BDC از قانون کسینوس‌ها استفاده می‌کنیم:
{\displaystyle p^{2}+q^{2}-2pq\cos A=r^{2}+s^{2}-2rs\cos C.}
با توجه بهcos C = −cos A (از آنجایی که زوایای A و C مکمل هستند) داریم:
{\displaystyle 2(pq+rs)\cos A=p^{2}+q^{2}-r^{2}-s^{2}.}
رابطهٔ بالا را در معادله ای که ابتدا به دست آوردیم جایگذاری می‌کنیم:
{\displaystyle 4K^{2}=(pq+rs)^{2}-{\frac {1}{4}}(p^{2}+q^{2}-r^{2}-s^{2})^{2}}
{\displaystyle 16K^{2}=4(pq+rs)^{2}-(p^{2}+q^{2}-r^{2}-s^{2})^{2}.}
سمت راست به فرم a2 − b2 = (a − b)(a + b) است پس توان نوشت:
{\displaystyle [2(pq+rs)-p^{2}-q^{2}+r^{2}+s^{2}][2(pq+rs)+p^{2}+q^{2}-r^{2}-s^{2}]}
که با ساده کردن عبارت در براکت‌ها، می‌دهد:
{\displaystyle =[(r+s)^{2}-(p-q)^{2}][(p+q)^{2}-(r-s)^{2}]}
{\displaystyle =(q+r+s-p)(p+r+s-q)(p+q+s-r)(p+q+r-s).}
نیم قطر(S = p + q + r + s/2) را در فرمول وارد می‌کنیم:
{\displaystyle 16K^{2}=16(S-p)(S-q)(S-r)(S-s).}
از دو طرف جذر می‌گیریم:
{\displaystyle K={\sqrt {(S-p)(S-q)(S-r)(S-s)}}.}

### اثبات غیر مثلثاتی
اثبات جایگزین و غیر مثلثاتی نیز وجود دارد که از دو کاربرد فرمول هرون در مثلث‌های مشابه استفاده می‌کند.

## استفاده در چهارضلعی‌های غیر محاطی

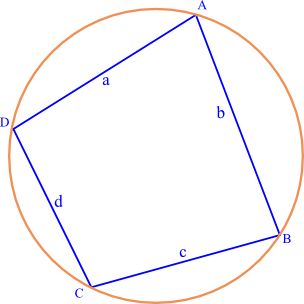
تصویری از یک چهار ضلعی

در مورد چهارگوشه‌های غیر محاطی، فرمول برهماگوپتا قابل تعمیم است ولی باید اندازهٔ دو زاویه مقابل چهار ضلعی را در نظر بگیریم:
{\displaystyle K={\sqrt {(s-a)(s-b)(s-c)(s-d)-abcd\cos ^{2}\theta }}}
گه در آن θ برابر میانگین دو زاویهٔ مقابل است. (توجه کنید که انتخاب هر کدام از جفت زاویه‌های مقابل تأثیری در نتیجه ندارد: اگر دو زاویه مقابل دیگر گرفته شود، میانگین آنها برابر با ۱۸۰° − θ می‌شود و از آنجایی که cos(180° − θ) = −cos θ، cos2(180° − θ) = cos2 θ. نتیجه فرقی نمی‌کند) این فرمول تعمیم یافته با نام فرمول Bretschneider نیز شناخته می‌شود.
{\displaystyle abcd\cos ^{2}\theta =abcd\cos ^{2}\left(90^{\circ }\right)=abcd\cdot 0=0,}
یک فرمول مرتبط، که Coolidge آن را اثبات کرده‌است و با آن می‌توان مساحت تمام چهار ضلعی‌های محدب را حساب کرد. این فرمول است
{\displaystyle K={\sqrt {(s-a)(s-b)(s-c)(s-d)-\textstyle {1 \over 4}(ac+bd+pq)(ac+bd-pq)}}}
که در آن p و q طول قطرهای چهار ضلعی است. در یک چهارگوش محاطی، بر اساس قضیه بطلمیوس pq = ac + bd، و با این جایگذاری فرمول Coolidge به فرمول براهما گوپتا تقلیل میابد.

## قضایای مرتبط
- فرمول هرون برای مساحت مثلث حالت خاصی است که وقتی d = ۰ باشد حاصل می‌شود.
- رابطه بین فرم اصلی و تعمیم یافتهٔ فرمول برهماگوپتا شبیه به نحوه تعمیم قضیه فیثاغورس به قانون کسینوس‌ها.
- فرمول‌های حالت بسته برای محاسبهٔ چند ضلعی‌های محاطی وجود دارند که به‌طور فزاینده ای پیچیده هستند.[۳]